# تيتسوهارو ياماكتشي
تيتسوهارو ياماگُتشي (باليابانية: 山口 哲治) (8 سبتمبر 1977 في ناغاساكي في اليابان – )؛ هو لاعب كرة قدم ياباني سابق كان يلعب كحارس مرمى.

## وصلات خارجية
- تيتسوهارو ياماكتشي على موقع رابطة كرة القدم اليابانية للمحترفين (اليابانية)
- تيتسوهارو ياماكتشي على موقع عالم كرة القدم.نت (الإنجليزية)